# Teodosio II di Costantinopoli
Teodosio II Christianopoulos (in greco Θεοδόσιος Β΄ Χριστιανόπουλος?; Creta, ... – Costantinopoli, ...; fl. XVIII secolo) è stato un arcivescovo ortodosso greco, patriarca ecumenico di Costantinopoli dal 1769 al 1773.

## Biografia
Nacque sull'isola greca di Creta, dove diventò padre superiore. Divenne capo della Chiesa di San Giorgio a Istanbul. Successivamente fu eletto vescovo di Ierissos e del Monte Athos e nel 1767 metropolita di Salonicco.  
Fu eletto patriarca ecumenico di Costantinopoli l'11 aprile 1769, in un momento in cui i cristiani erano perseguitati a seguito della rivolta di Orlov e del ritiro delle forze russe; molti cristiani infatti avevano aiutato i russi, incitati anche dalle esortazioni dell'ex patriarca Serafino II e di altri prelati. Teodosio si sforzò di salvare i monasteri del Monte Athos dalla demolizione, liberò prigionieri, sostenne scuole e monasteri e, con la cooperazione con il Patriarca di Gerusalemme Sofronio V, riuscì a mantenere la Terra Santa sotto la giurisdizione della Chiesa ortodossa. Infine, cercò di dare una soluzione conciliante alla questione dei Kollyvades del Monte Athos. 
Fu costretto alle dimissioni il 16 novembre 1773, in seguito agli attacchi del metropolita di Prussa Melezio. Si ritirò nel monastero di Kamariotissa a Heybeliada. Nel 1776, dopo aver completamente perso la vista, tornò a Costantinopoli, dove rimase fino alla morte.